# Bandă de urgență
O bandă de urgență este o zonă de drum destinată exclusiv utilizării în situații de urgență, precum oprirea vehiculelor în caz de defecțiuni, intervenții rapide ale echipei de salvare sau pentru a facilita accesul vehiculelor de urgență, cum ar fi ambulanțele și mașinile de pompieri. Banda de urgență este esențială pentru siguranța rutieră și eficiența intervențiilor în caz de accidente.

## Caracteristici și utilizare
Banda de urgență este de obicei situată pe partea dreaptă a drumurilor de mare viteză, precum autostrăzile și drumurile expres. În funcție de țară și de standardele locale, lățimea și semnalizarea acestei benzi pot varia. De exemplu, în multe țări europene, banda de urgență are o lățime de aproximativ 2,5 până la 3 metri și este marcată cu linii de delimitare specifice .

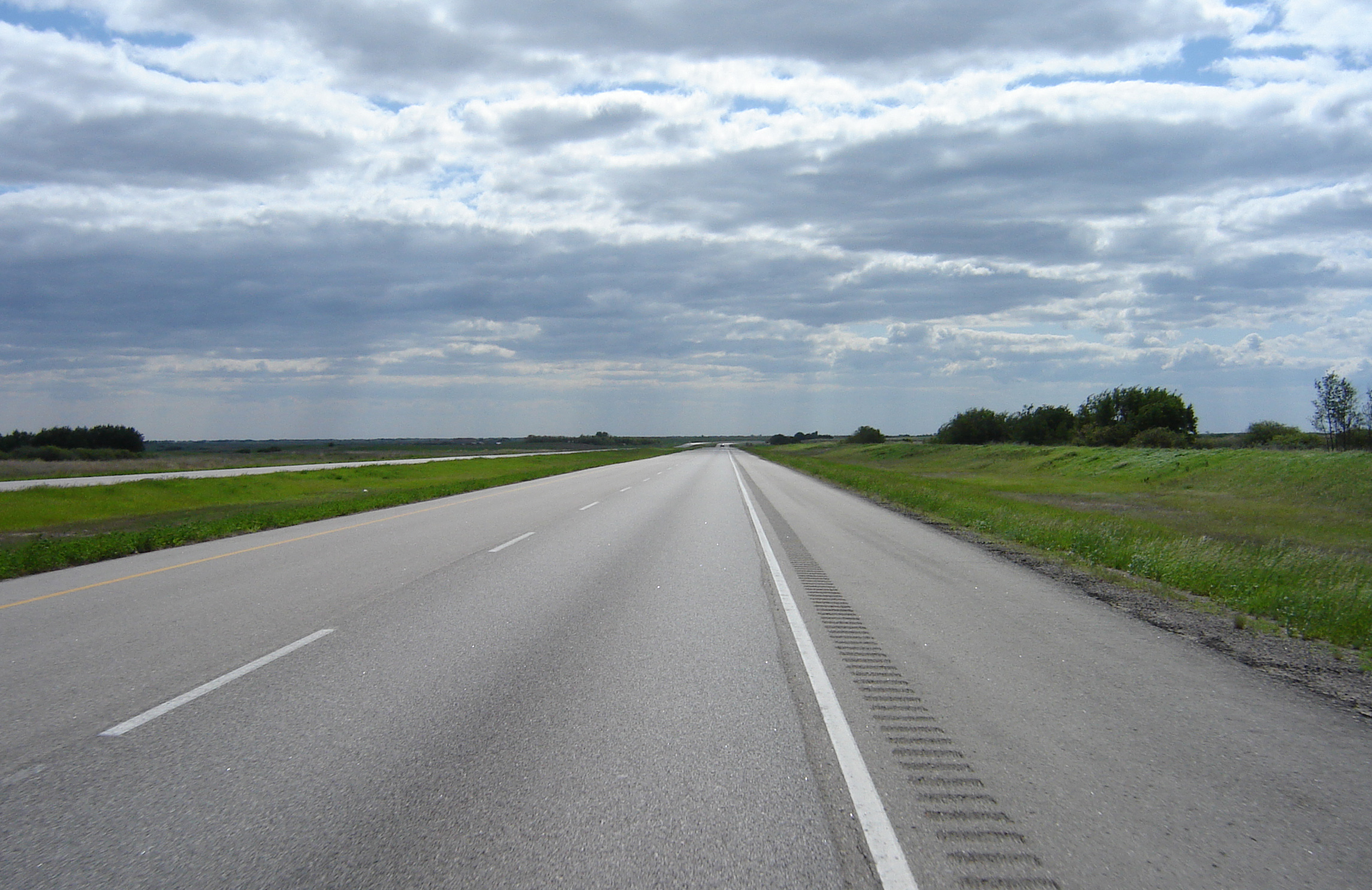
Banda de urgență a Drumului Provincial Saskatchewan 11 (Canada) din această imagine (aflată la dreapta liniei albe continue) este suficient de largă pentru o mașină oprită fără a încurca fluxul de trafic de pe benzile de circulație.

## Importanța benzilor de urgență
Benzile de urgență sunt cruciale pentru gestionarea eficientă a traficului și pentru siguranța utilizatorilor drumului. Aceste benzi permit vehiculelor de urgență să ajungă rapid la locul incidentului, reducând timpul necesar pentru intervenție și minimizând riscurile suplimentare. De asemenea, ele oferă un spațiu sigur pentru vehiculele care se opresc din cauza unor probleme tehnice sau pentru a evita accidentele .

## Exemple internaționale

#### În Uniunea Europeană
În Uniunea Europeană, benzile de urgență sunt standardizate în multe țări pentru a asigura uniformitatea și eficiența în gestionarea traficului. De exemplu, în Germania și Franța, benzile de urgență sunt echipate cu semnalizări specifice și sunt integrate în proiectarea drumurilor de mare viteză .

#### În Statele Unite ale Americii
În Statele Unite, benzile de urgență sunt cunoscute sub denumirea de "shoulder" și sunt utilizate în mod similar pentru a permite oprirea vehiculelor și accesul echipei de urgență. Semnalizarea și lățimea benzilor pot varia în funcție de stat și de specificațiile locale .

## Resurse și reglementări
Pentru informații suplimentare și reglementări privind benzile de urgență, se recomandă consultarea surselor oficiale ale autorităților de transport și siguranță rutieră din diferite țări  .